# Concepito
Il termine concepito indica il prodotto del concepimento; viene usato principalmente in campo giuridico, al fine di riconoscere alcuni diritti al concepito, e, in campo bioetico, in relazione soprattutto al tema controverso dell'aborto e della contrapposizione tra il cosiddetto diritto alla nascita e i diritti delle donne alla libera scelta di continuare o interrompere la propria gravidanza.
L'Organizzazione mondiale della sanità fissa l'inizio della gravidanza al momento dell'impianto dell'embrione nell'endometrio della parete uterina.

## Biologia
In biologia e in medicina è un termine poco usato. In embriologia si utilizzano i termini zigote, embrione e feto, nell'ambito della gestazione.

## Bioetica
Il pensiero cattolico riguardo al concetto di embrione umano è riportato in Bioetica cattolica. La posizione laica è più sfaccettata, ma posticipa solitamente la definizione di embrione di alcuni giorni rispetto all'impostazione cattolica.

## Diritto

### Italia
Come già detto "concepito" è un termine utilizzato specialmente nel linguaggio giuridico, in particolare nella legislazione che regola la fecondazione medicalmente assistita e l'interruzione volontaria di gravidanza, per riferirsi all'embrione o al feto dell'essere umano dal momento del concepimento. L'uso di questo termine in luogo di quelli normalmente utilizzati in biologia e in medicina è causa di alcune confusioni se si esce dall'ambito specifico nel quale è previsto.
- Qui non si entra nell'analisi approfondita delle fasi dello sviluppo embrionale e fetale affrontata dall'embriologia.  I documenti citati di seguito, a puro titolo di esempio, non hanno tutti lo stesso valore giuridico né la pretesa di essere esaustivi.  Il parere del Comitato nazionale per la bioetica citato, pur essendo formulato collegialmente da esperti del settore per la Presidenza del Consiglio dei ministri, non ha valore di legge né è vincolante.  L'ordine cronologico con cui sono presentati questi documenti indica semplicemente l'evoluzione del concetto in questione nei campi del diritto e della bioetica ed evidenzia pure una sovrapposizione, nello stesso testo magari, di termini come: Concepito, Embrione, Feto e Nato.

Codice Civile (16 marzo 1942)
Nel Titolo I, articolo 1 si legge: «La capacità giuridica si acquista dal momento della nascita. I diritti che la legge riconosce a favore del concepito sono subordinati all'evento della nascita».
Corte Costituzionale (sentenza n.27 del 18 febbraio 1975)
Ha collegato la tutela dei diritti dell'embrione all'art. 2 della Costituzione che «riconosce e garantisce i diritti inviolabili dell'uomo, fra i quali non può non collocarsi, sia pure con le particolari caratteristiche sue proprie, la situazione giuridica del concepito». e riconosce che «La tutela del concepito ha fondamento costituzionale» consente tuttavia l'interruzione volontaria di gravidanza per motivi molto gravi.
Legge n.194 del 22 maggio 1978
L'art. 1 afferma che «Lo Stato [...] tutela la vita umana dal suo inizio». Nello stesso articolo si sostiene inoltre che «l'interruzione volontaria della gravidanza [...] non è mezzo per il controllo delle nascite».
L'art.4, tra l'altro, recita che l'interruzione è possibile quando «... la prosecuzione della gravidanza, il parto o la maternità comporterebbero un serio pericolo per la sua salute fisica o psichica, in relazione o al suo stato di salute, o alle sue condizioni economiche, o sociali o familiari, o alle circostanze in cui è avvenuto il concepimento, o a previsioni di anomalie o malformazioni del concepito, si rivolge ad un consultorio pubblico...».
Corte Costituzionale (sentenza n. 35 del 10/2/97)
(Sentenza in merito alla ammissibilità di un referendum)
Ha riaffermato il diritto alla vita del concepito fin dalla fecondazione interpretando la legge 194/78 come diretta a tutelare non solo la donna incinta, ma anche il concepito, attraverso il criterio del "bilanciamento" degli opposti e concorrenti interessi dei due, in quanto uno vive dentro l'altra. In questa sentenza si utilizza per ben sei volte l'espressione «diritti del concepito»., fatti salvi i punti ricordati dell'art. 2 della Costituzione. Nella stessa sentenza, si trova anche un riferimento specifico al feto, che è l'oggetto fondamentale della sentenza, oltre alla madre, nel passo «..che il bilanciamento tra detti diritti fondamentali, quando siano entrambi esposti a pericolo, si trova nella salvaguardia della vita e della salute della madre, dovendosi peraltro operare in modo che sia salvata, quando ciò sia possibile, la vita del feto.»..
Legge 40 del 19 febbraio 2004
(Norme in materia di procreazione medicalmente assistita)
All'art. 1, sottoposto a referendum ma senza raggiungimento del quorum, riconosce il concepito come soggetto titolare di diritti: «la presente legge [...] assicura i diritti di tutti i soggetti coinvolti, compreso il concepito».
All'art.8, (Stato giuridico del nato) recita inoltre:«I nati a seguito dell'applicazione delle tecniche di procreazione medicalmente assistita hanno lo stato di figli legittimi o di figli riconosciuti della coppia che ha espresso la volontà di ricorrere alle tecniche medesime ai sensi dell'articolo 6.»..
Comitato nazionale per la bioetica, 15 luglio 2005
Nelle considerazioni espresse è presente la differenza delle posizioni all'interno del Comitato stesso. Da un lato si accetta il termine "embrione unicellulare" e dall'altro si ritiene problematico indicare nell'incontro-penetrazione dello spermatozoo nell'ovocita il momento a partire dal quale occorre proteggere in modo assoluto l'"unità" che si forma.
Proposta di Legge presentata giovedì 3 dicembre 2009
È stata presentata una proposta di legge per riconoscere i diritti della persona fin dal concepimento modificando il Codice civile con la dizione "Ogni essere umano ha la capacità giuridica fin dal momento del concepimento". Elaborata da Carlo Casini è stata sostenuta, tra gli altri, da Maurizio Gasparri, che ha precisato: "Non si tratta di attaccare la legge 194, ma di riportarla al significato voluto dal legislatore alla lettera ed evitare che si arrivi ad uno stravolgimento fino al punto di negare al concepito la dignità di persona e di usare l'aborto come contraccettivo. Due condizioni che la legge respinge".
Tale proposta evidenzia il fatto che, oggi, in Italia, la legge non riconosce i diritti della persona fin dal concepimento.